# Luz del Alba Jiménez
Luz del Alba Jiménez Ramírez (Santo Domingo, 16 de febrero de 1992) es una política dominicana. Desde el 9 de diciembre de 2020 hasta el 5 de diciembre de 2021 fue ministra de la Juventud de la República Dominicana, tras ser nombrada por el presidente Luis Rodolfo Abinader mediante el Decreto número 694-20 y posicionada el 14 de diciembre del mismo año.
Anteriormente, también había sido viceministra de Planificación y Desarrollo del mismo Ministerio de la Juventud. Jiménez fue la tercera mujer en ser nombrada Ministra de la Juventud y la única nacida en la década de los 90.

## Biografía
Nació en Santo Domingo el 16 de febrero de 1992, madre soltera, que desde muy temprana edad incursionó en la política, con el sueño de poder aportar sus ideales y los valores con los que fue educada, al desarrollo de su país. Es estudiante de término de la carrera de arquitectura, en la Universidad Autónoma de Santo Domingo (UASD), realizó sus estudios secundarios en el Politécnico María de la Altagracia, graduándose en el área técnica de finanzas y mercadeo.
La misma fue DESTITUIDA, del Ministerio de la Juventud por el presidente Luis Abinadader.
Es miembro y fundadora del Partido Revolucionario Moderno (PRM), y actualmente coordinadora de la juventud en su municipio, posición desde la cual dirige iniciativas para el desarrollo social, político, cultural y deportivo de decenas de sectores juveniles. En el municipio de Santo Domingo Este, es líder política y ha demostrado desde sus inicios gran sensibilidad humana. Por sus aportes y méritos acumulados, desde 2012 ha ocupado espacios importantes en la organización política a la que pertenece, tales como:
- Coordinadora de la juventud zona R-1 2012
- Directora de crecimiento municipal de la juventud 2016
- Miembro juventud Domingo Batista alcalde 2016-2020
- Directora de comunicación región oriental 3, año 2017
- Coordinadora municipal “Mujeres Jóvenes 2017”
- Vicepresidenta municipal institucional “Mujeres Jóvenes 2017”
- Secretaria general institucional zona R-1 2018. (Cargo electivo)
- Directora de comunicación y vocera del proyecto “Juventud Manuel Jiménez alcalde 2020-2024”
- Directora ejecutiva municipal “Juventud Luis Abinader Presidente” 2018 Santo Domingo Este.

En el ámbito laboral ha sido una emprendedora innata, ayudando desde niña y de manera voluntaria a sus padres en proyectos y negocios. Asimismo, ha sido reconocida por diversas asociaciones y clubes en diferentes puntos del municipio, destacando su trayectoria de labor social a favor de los intereses de las comunidades más vulnerables, y su trabajo a favor de la juventud dominicana.